# Sahebeh Rohani
Sahebeh Rohani (Perzisch: صاحبه روحانی), geboren als Sahebeh Arabi (Sorkheh, omstreeks 1954), is de echtgenote van de voormalige Iraanse president Hassan Rohani.

## Leven
Over het leven van Sahebeh Rohani is vrij weinig bekend. Ze is de dochter van Abdolazim Arabi en Sareh-Khaton Peyvandi. In 1968 trad de 14-jarige Sahebeh in een gearrangeerd huwelijk met haar neef Hassan Rohani. Het echtpaar kreeg 5 kinderen: 3 dochters en 2 zonen, van wie de oudste in 1992 stierf. 
Sahebeh Rohani neemt niet actief deel aan de politiek en besteedt haar  tijd vooral aan liefdadigheidszaken. In juli 2014 begon ze met de bouw van tien kleuterscholen.